# Carl Deurell
Carl Fritiof Per Deurell, född 10 augusti 1868 i Stockholm, död 9 december 1962 i Bromma, var en svensk skådespelare. 

## Biografi
Deurell studerade juridik vid Lunds universitet från 1890 och kom att begå sin scendebut i olika komedier och spex på Akademiska Föreningen (AF). Bland annat hade han stora roller i två spex av duon John Wigforss och Axel Wallengren ("Falstaff, fakir"). Hans allra första roll förefaller, utifrån hans egen noggrant bevarade pressklippsamling, ha varit som bonddräng i lustspelet Den le'a högfärda vid en "landsmålssoiré" på AF den 3 april 1892.
Därefter studerade Deurell vid Dramatens elevskola 1894–1895. Han var 1895–1896 anställd vid August Lindbergs teatersällskap och 1898–1899 vid Svenska Teatern i Helsingfors. Deurell hade ett eget teatersällskap 1899–1903 och 1907–1923, var engagerad av Albert Ranft 1903–1907 och vid Skansens friluftsteater 1925–1930. Han engagerades vid Folkteatern i Stockholm 1930 och Dramaten från 1936. 
Deurell filmdebuterade 1923 i Carl Barcklinds Andersson, Pettersson och Lundström och han kom att medverka i drygt 75 filmer. I samband med sin 90-årsdag omnämndes han i pressen som "världens äldste aktive skådespelare". 
Han var gift 1899–1909 med skådespelaren Sigrid Eliason, född Key, och från 1918 med skådespelaren Signe Deurell, född Widforss. Carl Deurell är begravd på Bromma kyrkogård i Stockholm.

## Filmografi i urval
- 1923 – Andersson, Pettersson och Lundström
- 1925 – Karl XII
- 1925 – Skärgårdskavaljerer
- 1926 – Mordbrännerskan
- 1926 – Fänrik Ståls sägner-del I
- 1931 – En kärleksnatt vid Öresund
- 1931 – Trötte Teodor
- 1932 – Ett skepp kommer lastat
- 1932 – Bröderna Östermans huskors
- 1932 – Lyckans gullgossar
- 1935 – Järnets män
- 1935 – Valborgsmässoafton
- 1935 – Äktenskapsleken
- 1936 – Flickorna på Uppåkra
- 1936 – Johan Ulfstjerna
- 1937 – Laila
- 1937 – John Ericsson - segraren vid Hampton Roads
- 1937 – Ryska snuvan
- 1937 – Konflikt
- 1938 – Styrman Karlssons flammor
- 1939 – Filmen om Emelie Högqvist
- 1939 – Landstormens lilla Lotta
- 1939 – Efterlyst
- 1939 – Hennes lilla Majestät
- 1939 – Midnattssolens son
- 1940 – Swing it, magistern!
- 1941 – Striden går vidare
- 1942 – Rid i natt!
- 1942 – Himlaspelet
- 1942 – Sol över Klara
- 1943 – Katrina
- 1943 – Lille Napoleon
- 1943 – En flicka för mej
- 1944 – Vändkorset
- 1944 – Kejsarn av Portugallien
- 1945 – Den allvarsamma leken
- 1945 – Den glade skräddaren
- 1945 – Tre söner gick till flyget
- 1946 – Åsa-Hanna
- 1946 – Begär
- 1946 – Kristin kommenderar
- 1947 – Rallare
- 1947 – Maria
- 1948 – Flickan från fjällbyn
- 1948 – Soldat Bom
- 1948 – Hamnstad
- 1950 – Två trappor över gården
- 1956 – Tarps Elin

## Teater

### Roller (ej komplett)
| År   | Roll               | Produktion                                                                        | Regi               | Teater                                       |
| ---- | ------------------ | --------------------------------------------------------------------------------- | ------------------ | -------------------------------------------- |
| 1903 |                    | Ljungby horn Edgar Collin, Vilhelm Östergaard och Alfred Ipsen                    |                    | Östermalmsteatern                            |
| 1903 |                    | Solens blomster Nanna Wallensteen                                                 |                    | Östermalmsteatern                            |
| 1903 | Sven Ulfson        | Engelbrekt och hans dalkarlar August Blanche                                      |                    | Östermalmsteatern                            |
| 1903 |                    | Sten Stures löfte Frans Hedberg                                                   |                    | Östermalmsteatern                            |
| 1904 |                    | Djurtämjerskan Pierre Decourcelle och René Maizeroy                               |                    | Östermalmsteatern                            |
| 1904 | Jätten Gluff-Gluff | Tummeliten Clairville och Dumanoir                                                |                    | Östermalmsteatern                            |
| 1906 |                    | Kalle Munter eller Hafver ni sett till någon misstänkt figur, revy Emil Norlander |                    | Södra Teatern                                |
| 1906 | Tolken             | English spoken Tristan Bernard                                                    |                    | Södra Teatern                                |
| 1906 | Hin                | Hin och smålänningen Frans Hedberg                                                |                    | Östermalmsteatern                            |
| 1923 | Pastor Norström    | Hemsöborna August Strindberg                                                      |                    | Södermalms Teater                            |
| 1930 | Johan Bellander    | Krasch Erik Lindorm                                                               | Sigurd Wallén      | Folkteatern                                  |
| 1931 |                    | Peter Pan J.M. Barrie                                                             | Palle Brunius      | Oscarsteatern                                |
| 1934 | Greven             | Pettersson – Sverge Oscar Rydqvist                                                | Sigurd Wallén      | Vanadislundens friluftsteater/ Södra Teatern |
| 1937 |                    | Peter den store Paul Sarauw                                                       | Paul Sarauw        | Södra Teatern                                |
| 1944 | Simjonov-Pistjtjik | Körsbärsträdgården Anton Tjechov                                                  | Harry Roeck-Hansen | Blancheteatern                               |

## Radioteater

### Roller
| År   | Roll                                    | Produktion                          | Regi           |
| ---- | --------------------------------------- | ----------------------------------- | -------------- |
| 1940 | Johan Severin, husägare och byggmästare | 33,333 Algot Sandberg               | Carl Barcklind |
| 1940 | Herr Ek                                 | Den undrande skogen Arne Wahlberg   |                |
| 1944 | Stor-Frans, fjärdingsman                | Auktion Josef Briné och Nils Ferlin | Lars Madsén    |